# لارس ألبرت
لارس ألبرت (بالألمانية: Lars Albert)‏ (و. 1982  م) هو منافس ألعاب قوى ألماني.

## روابط خارجية
- لارس ألبرت على موقع الاتحاد الدولي لألعاب القوى (الإنجليزية)